# Paul Mauser
Pour les articles homonymes, voir Mauser.

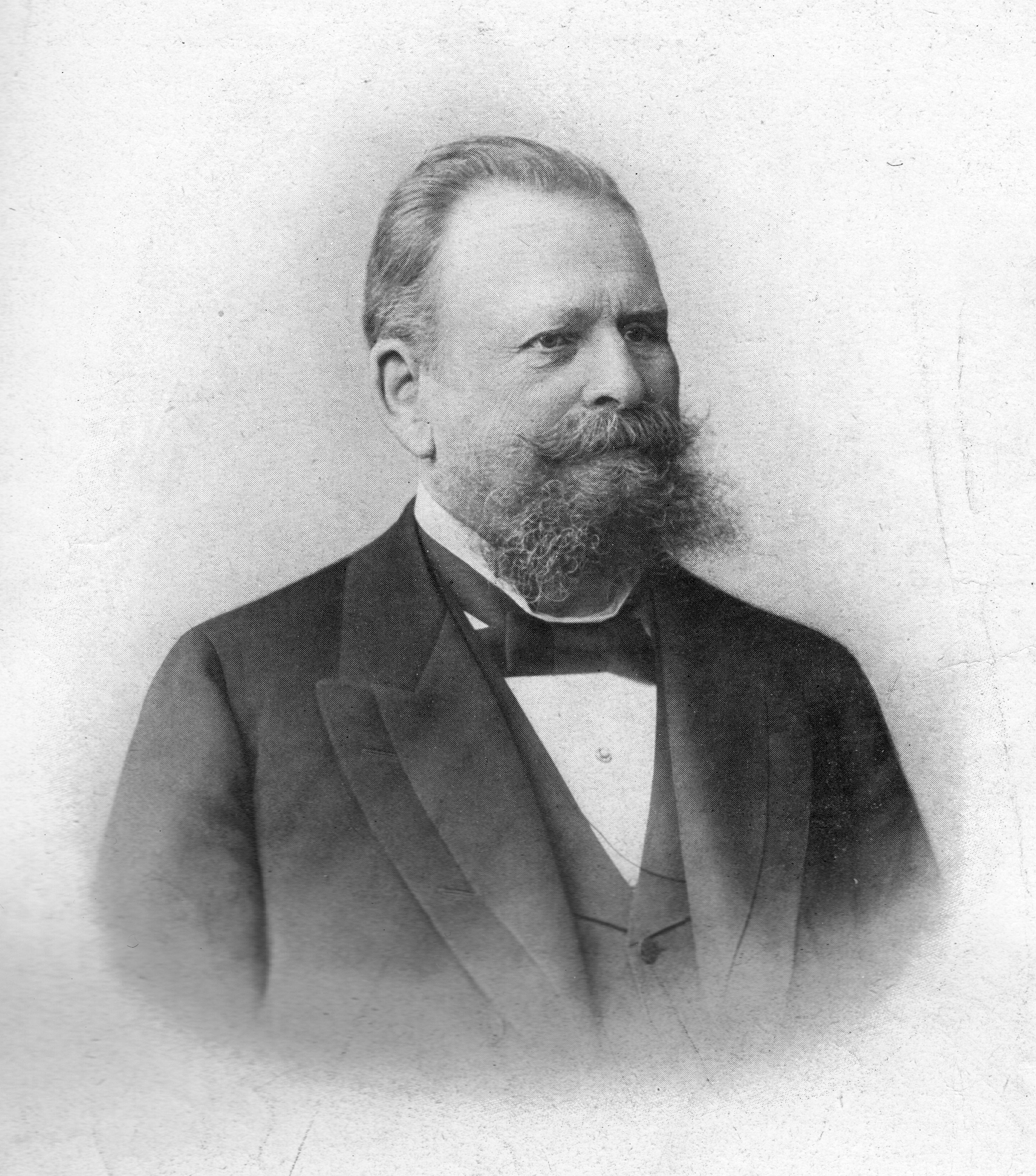
Paul Mauser (vers 1908).

Peter Paul Mauser, depuis 1912 Paul von Mauser (né le 27 juin 1838 à Oberndorf am Neckar et mort le 29 mai 1914 dans la même ville) est un ingénieur en armement, entrepreneur dans l'industrie de l'armement et homme politique allemand. 

## Biographie
Son père est à l'origine un cordonnier et fabrique ensuite des fourreaux en cuir pour la manufacture royale de fusils (de) d'Oberndorf. Paul Mauser et son frère Wilhelm (de) devenus armuriers, vivent d'abord dans des conditions modestes. Paul Mauser développe différentes armes à feu avec son frère, puis plus tard, il fonde avec lui la société Gebr. Mauser, qui prend finalement le relais de la manufacture royale. 
Les fusils standard prusso-allemands M71, M71 / 84 (le premier fusil à répétition militaire de l'Empire allemand) et le légendaire Mauser System 98 (de), ainsi que l'un des premiers pistolets automatiques (C96), sont développés par Paul Mauser.
Au départ, les conceptions de Mauser ont plus de succès à l'étranger qu'en Prusse mais la commission d'examen des fusils prussiens à Spandau opte pour le fusil auto-développé 88e. Paul Mauser conçoit avec l'ordre impérial un modèle amélioré de ce fusil. 
Le nom de Mauser est inséparable de la construction du fusil d'infanterie de 1893 pour l'Espagne, Carabine 1894 et fusil d'infanterie 1896 pour la Suède, avec les modèles de fusils pour le Pérou, la Belgique, l'Argentine, le Brésil (1894), le Chili (1895), puis le Costa Rica, la République dominicaine, le Salvador, le Guatemala, le Honduras, le Nicaragua, le Venezuela, le Mexique (1902) et la Turquie. Les livraisons dans ces pays font du nom Mauser un gage de qualité mondialement connu pour des armes précises. 
Sa construction du fusil 98 est louée personnellement par l'empereur Guillaume II le 5 avril 1898. Mauser a perdu son œil gauche en 1901 à la suite d'une explosion de cartouche lors d'un test de tir de l'auto-chargeant C98,.  
Ses conceptions des cartouches 7,65 × 53,5, 7 × 57 et 8 × 57 IRS sont toujours utilisées comme cartouches de chasse. 
Mauser est membre du Reichstag allemand pour le Parti national-libéral, de 1898 à 1903, parti apparu dans le royaume de Wurtemberg en tant que parti allemand. Au Reichstag, il représente la 8e circonscription de Wurtemberg (Freudenstadt, Horb, Oberndorf, Sulz). Il est nommé candidat grâce à une alliance des conservateurs, de la Fédération des agriculteurs et des libéraux nationaux et rejoint après son élection au Reichstag le Groupe des libéraux nationaux en tant que simple invité. 
En 1912, il reçoit la pièce commémorative Grashof de l'Association des ingénieurs allemands.